# 名取四郎
名取 四郎（なとり しろう、1942年 - 2005年10月5日）は、日本の宗教学者、美術史家。立教大学名誉教授。特にキリスト教美術を中心とした学術研究で知られる。立教大学で長年にわたり教鞭を執り学問的な業績だけでなく教育活動も高く評価されている。

## 経歴
1942年（昭和17年）宮城県大崎市岩出山に生まれる。大崎市立岩出山中学校を経て、1960年（昭和年）に宮城県古川高等学校卒業後、早稲田大学文学部に進学した。大学では文学を学び、特に宗教と美術に関心を持ち、1969年に早稲田大学大学院文学研究科修士課程修了。宗教学および美術史を深めた。1960年代後半、日本では戦後復興が進む中、文化的にも新しい潮流が生まれていた。この時期の日本は、欧米の文化と知識が急速に広がり、特に西洋美術やキリスト教に対する関心が高まっていた。名取はその中で西洋美術史、特にキリスト教美術に焦点を当て、学問的探求を続けた。1975年3月にフランス国立ポワチェ大学、パリ第十大学博士課程を修了。その後、別府大学文学部教授として教鞭に就き、1999年から立教大学文学部教授として活躍。学問と教育活動において広く認められ、特に初期キリスト教美術に関する研究が評価された。研究成果は、日本の学術界において貴重な資料とされ、またその学問的貢献は、宗教学、文化史、美術史の分野においても重要な意味を持つ。

## 研究分野と業績
名取はキリスト教美術、特に初期キリスト教美術の研究で著名であり、古代・中世の宗教的象徴や美術作品を詳細に分析した。彼の主な関心は、キリスト教が初期にどのように芸術と結びつき、どのように社会的背景と影響し合って発展したかという点にあった。彼は美術史におけるキリスト教の位置つけと、宗教的思想が美術作品に与えた影響を深く掘り下げた。また、その研究は地中海地域の都市とその歴史を基盤にしている。彼の著作『地中海都市紀行ー古代キリスト教美術を訪ねて』（2005年）は、その代表的成果であり、古代キリスト教美術の発展と都市文化におけるキリスト教美術の役割を探る内容で、広く読まれた。さらに『キリスト教美術の源流を訪ねて2地中海都市編』などを著し、学問的に正確でありながら、一般読者にも親しみやすい形で研究成果を伝えることを目指した。特に学術界において、彼の教え子たちはその後、多くの宗教学や美術史の分野で活動を続けている。

## 著書
- 『地中海都市紀行──古代キリスト教美術を訪ねて』（岩波セミナーブックス）岩波書店
- 『岩波キリスト教辞典』岩波書店
- 『新西洋美術史』西村書店
- 『古代地中海とローマ』（世界美術全集集第5巻）小学館
- 『西欧初期中世の美術』（世界美術全集集第7巻）小学館